# Néstor Percaz
Néstor Hugo Percaz (Villalonga, 19 de noviembre de 1955) es un piloto argentino de automóviles de competición. Es padre del piloto Adrián Percaz que actualmente corre en la clase 3 del Turismo Nacional.

## Trayectoria
Debutó en el automovilismo argentino en 1976, en Turismo Nacional con un Fiat 128, marca con la cual conquistaría su primer título argentino en la clase "11" de la categoría en 1982, llevando como copiloto en las carreras de larga duración a Enrique Abbate, y luego a su cuñado Juan Heguy. en 2003 obtuvo su segundo título argentino en el TN, en la clase "2", a bordo de un Ford Escort.

### Retiro
En marzo de 2007 anunció su retiro de las competencias, decisión que mantuvo hasta 2009, cuando anunció su retorno a la actividad para marzo de este año.